# Astragalus lithophilus
Astragalus lithophilus là một loài thực vật có hoa trong họ Đậu. Loài này được Kar. & Kir. miêu tả khoa học đầu tiên.